# Trachyopella kuntzei
Trachyopella kuntzei – gatunek muchówki z rodziny Sphaeroceridae i podrodziny Limosininae.
Gatunek ten opisany został w 1918 roku przez Oswalda Dudę jako Limosina kuntzei.
Muchówka o ciele długości od 0,5 do 0,75 mm. Tułów jej cechuje się nagą tarczką ze szczecinkami tylko wzdłuż tylnego brzegu oraz matowym śródpleczem. Skrzydła mają barwę mlecznobiałą, bardzo małe i spiczaste płatki skrzydłowe, a szczecinki na pierwszym sektorze żyłki kostalnej co najwyżej dwukrotnie dłuższe niż na drugim jej sektorze. Żadna ze szczecinek na wspomnianej żyłce nie jest ustawiona pod kątem prostym do powierzchni skrzydła. Użyłkowanie odznacza się ostro zakrzywioną ku przodowi i zakończoną pod ostrym kątem z żyłką kostalną żyłką radialną R4+5, wyraźnie ku przodowi zakrzywioną, bardzo krótką i położoną bardzo blisko żyłki kostalnej żyłką R2+3, żyłką medialną M3+4 zakończoną daleko od krawędzi skrzydła oraz odległością między przednią i tylną żyłką poprzeczną większą niż długość tej ostatniej. Środkowa para odnóży ma pierwszy człon stopy pozbawiony długiej szczecinki na spodzie, a goleń z jedną szczecinką grzbietową. Tylna para odnóży nie ma przedwierzchołkowych szczecinek ani kolców po spodniej stronie goleni, natomiast na ich stronie grzbietowej znajduje się jeden długi włosek przedwierzchołkowy. Stopy odnóży nie są krótkie ani szerokie. Odwłok jest niespłaszczony i niepunktowany, u samca bez kępek włosków po bokach piątego segmentu, a u samicy z włosowatymi szczecinkami na szczytach przysadek odwłokowych.
Owad znany z Belgii, Niemiec, Szwecji, Szwajcarii, Polski, Czech, Słowacji, Węgier i Łotwy.